# فریبا نادری
فریبا نادری (زادهٔ ۲۳ فروردین ۱۳۶۳) بازیگر اهل ایران است. او برای بازی در فیلم شوهر ستاره (۱۴۰۳)، سیمرغ بلورین بهترین بازیگر نقش اول زن در جشنواره فیلم فجر را دریافت کرد.

## زندگی‌نامه
وی در ۲۳ فروردین ۱۳۶۳ در شهر تهران زاده شد. او یک برادر و دو خواهر دارد. 

نادری که در اوج جوانی با مسعود رسام که خیلی از او بزرگ‌تر بود ازدواج کرد، گفت که این ازدواج به تشخیص خودش انجام شده‌است. او پس از مرگ همسرش در سال ۱۳۸۸ در مصاحبه‌ای با ایسنا اعلام کرد هرگز با بازیگران تلویزیون یا سینما ازدواج نخواهد کرد. او در مورد همسرش می‌گوید: «در کنار مسعود رسام زندگی عاشقانه‌ای داشتم و با وجود بیست و هفت سال تفاوت سنی هیچ وقت در زندگی با او خلئی حس نکردم. حتی کوچک‌ترین سخنان او برای من آموزنده بود و این بهترین خاطره‌ام از اوست که هنوز هم حرف‌های پر محتوایش در خاطرم هست.»

## فیلم‌شناسی

### سینمایی
| سال  | نام فیلم         | کارگردان        |
| ---- | ---------------- | --------------- |
| ۱۴۰۳ | شوهر ستاره       | ابراهیم ایرج‌زاد |
| ۱۴۰۲ | آدم فروش         | محمود کلاری     |
| ۱۴۰۰ | خائن‌کشی          | مسعود کیمیایی   |
| ۱۳۹۵ | لامبورگینی       | محمد اسدنیا     |
| ۱۳۹۵ | حس خوب زندگی     | فرناز امینی     |
| ۱۳۹۴ | من و شارمین      | بیژن شیرمرز     |
| ۱۳۹۴ | مشکل گیتی        | بهرام کاظمی     |
| ۱۳۹۴ | در راه خانه عروس | افشین صادقی     |
| ۱۳۹۰ | ساده دل          | محسن منشی‌زاده   |
| ۱۳۸۹ | شرط ازدواج       | محسن منشی‌زاده   |

### مجموعه تلویزیونی
| ۱۳۸۳                   | مروارید سرخ                                           | مسعود رسام                   | شبکه تهران                               |      |                 |             |         |
| ۱۳۸۵                   | گل بارون زده                                          | عباس رنجبر                   | شبکه ۳                                   |      |                 |             |         |
| ۱۳۸۶                   | من و پوتی (سری سوم)                                   | مسعود فرخنده، حمید قدکچیان   | شبکه ۲                                   |      |                 |             |         |
| ۱۳۸۷                   | یلدا                                                  | مسعود رشیدی                  | شبکه ۱                                   |      |                 |             |         |
| ۱۳۸۷                   | بزرگ‌مرد کوچک                                          | مسعود رسام                   | شبکه ۲                                   |      |                 |             |         |
| ۱۳۸۷                   | غیرمحرمانه                                            | مسعود رسام                   | شبکه تهران                               |      |                 |             |         |
| ۱۳۸۸                   | سال‌های مشروطه                                         | محمدرضا ورزی                 | شبکه ۳                                   |      |                 |             |         |
| ۱۳۸۸                   | فاکتور هشت                                            | رضا کریمی                    | شبکه ۱                                   |      |                 |             |         |
| ۱۳۸۹                   | از یاد رفته                                           | فریدون حسن‌پور                | شبکه ۱                                   |      |                 |             |         |
| ۱۳۸۹                   | آسمان همیشه ابری نیست                                 | سعید عالم زاده               | شبکه ۱                                   |      |                 |             |         |
| ۱۳۹۰                   | مثل شیشه                                              | جواد مزدآبادی                | شبکه ۱                                   |      |                 |             |         |
| ۱۳۹۰                   | راه طولانی                                            | رضا کریمی                    | شبکه ۱                                   |      |                 |             |         |
| ۱۳۹۰                   | پنجره                                                 | قدرت‌الله صلح میرزایی         | شبکه تهران                               |      |                 |             |         |
| ۱۳۹۰                   | چک برگشتی                                             | سیروس مقدم                   | شبکه ۱ - پخش در نوروز 13۹۱               |      |                 |             |         |
| ۱۳۹۱                   | میلیاردر                                              | علیرضا امینی                 | شبکه ۱                                   |      |                 |             |         |
| ۱۳۹۳–۱۳۹۲              | ستایش (سری دوم)                                       | سعید سلطانی                  | شبکه ۳                                   |      |                 |             |         |
| ۱۳۹۳                   | فاخته                                                 | محمود معظمی                  | شبکه ۲–۳۱ قسمت - پخش در ماه رمضان        |      |                 |             |         |
| ۱۳۹۳                   | سی و نه هفته                                          | مرتضی احمدی هرندی            | شبکه تهران - ۷ قسمت                      |      |                 |             |         |
| ۱۳۹۳                   | عشق تعطیل نیست                                        | بیژن بیرنگ                   | شبکه نمایش خانگی - ۲۵ قسمت               |      |                 |             |         |
| ۱۳۹۵                   | پرستاران                                              | علیرضا افخمی، شهرام شاه‌حسینی | شبکه ۱ - در دو فصل ۲۶ قسمتی جمعاً ۵۲ قسمت |      |                 |             |         |
| ۱۳۹۶                   | گمشدگان                                               | رضا کریمی                    | -                                        | ۱۳۹۸ | ستایش (سری سوم) | سعید سلطانی | شبکه سه |
| از سر نوشت (فصل ۱ و ۲) | سید محمدرضا خردمندان (فصل ۱)، علیرضا بذرافشان (فصل ۲) | شبکه ۲                       |                                          | ۱۳۹۸ |                 |             |         |
| ۱۳۹۹                   | از سر نوشت (فصل ۳)                                    | سید محمدرضا خردمندان         | شبکه ۲                                   |      |                 |             |         |
| ۱۳۹۹                   | بچه محل (فصل ۳)                                       | احمد درویشعلی پور            | شبکه ۲                                   |      |                 |             |         |

== شبکه خانگی
- ۱۴۰۱ پدر گواردیولا سعید نعمت‌الله

### فیلم ویدئویی
1. شرط ازدواج
2. یک بام و دوهوا
3. دل سپرده
4. دوباره عاشقی
5. شبهای شیراز
6. دو شارلاتان نادان
7. شترمرغ

## جوایز
| سال  | جشنواره                           | بخش                      | اثر        | نتیجه | جایزه        | منبع  |
| ---- | --------------------------------- | ------------------------ | ---------- | ----- | ------------ | ----- |
| ۱۴۰۳ | چهل و سومین دوره جشنواره فیلم فجر | بهترین بازیگر نقش اول زن | شوهر ستاره | برنده | سیمرغ بلورین | [ ۲ ] |